# Kenyansk sandboa
Kenyansk sandboa (Eryx colubrinus) är en ormart som beskrevs av Carl von Linné 1758. Kenyansk sandboa ingår i släktet Eryx och familjen Boidae.
Arten förekommer i östra Afrika från Egypten till Tanzania. Honor lägger inga ägg utan föder levande ungar.

## Underarter
Arten delas in i följande underarter:
- E. c. colubrinus
- E. c. loveridgei